# Linia kolejowa Chrudim město – Heřmanův Městec
Linia kolejowa Chrudim město – Heřmanův Městec – jednotorowa, niezelektryfikowana regionalna linia kolejowa w Czechach. Łączy Chrudim i Heřmanův Městec. W całości znajduje się w kraju pardubickim.